# The Husband Hunter (amerikansk film)
The Husband Hunter er en amerikansk stumfilm fra 1920 af Howard M. Mitchell.

## Medvirkende
- Eileen Percy som Myra Hastings
- Emory Johnson som Kent Whitney
- Jane Miller som Lilah Elkins
- Evans Kirk som Bob Harkness
- Edward McWade som Charles Mack
- John Steppling som Kelly
- Harry Dunkinson som Arthur Elkins